# Cañón Armstrong
Los cañones Armstrong fueron los cañones de más uso en los buques de guerra de casi todo el mundo en la segunda mitad del siglo XIX. Fueron diseñados por el industrial británico sir William Armstrong.
Los cañones Armstrong fueron fabricados en dos lugares:
- Real Fábrica de Woolwich, también llamados cañones Woolwich por el lugar de fabricación, que fueron utilizados exclusivamente por la Royal Navy. No todos los cañones fabricados en Woolwich fueron sistema Armstrong.

- Elswick-on-Tyne, también llamados cañones Elswick por el lugar de fabricación, donde sir Armstrong era dueño de una maestranza. Aquí se fabricaron los cañones Armstrong que fueron exportados a todos los países interesados en su uso.

## Diseño de los cañones

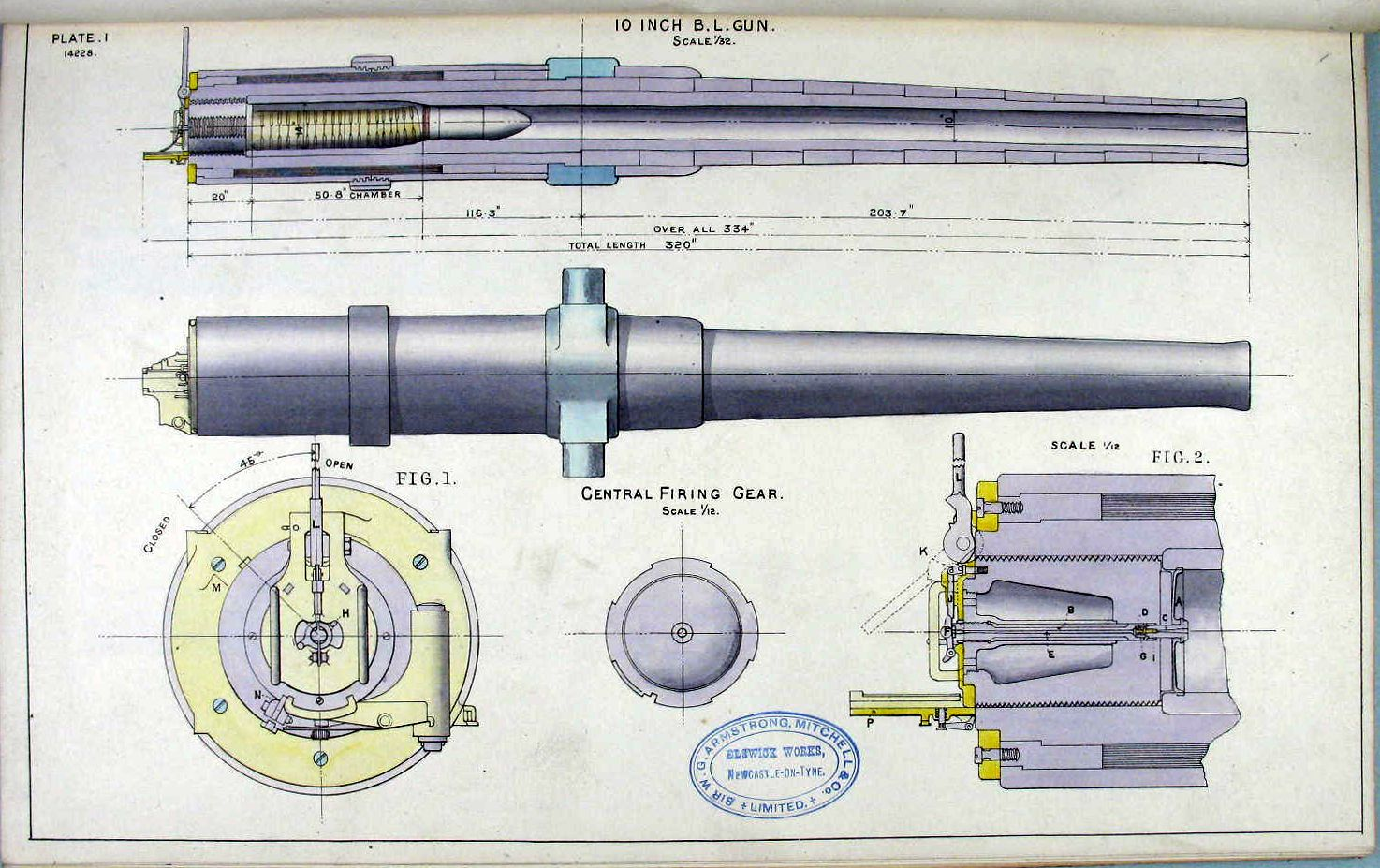
Plano de un cañón Armstrong de retrocarga

El diseño de los cañones partía de cilindros huecos de hierro forjado, de diferentes diámetros, montados uno dentro de otro, por el procedimiento de zunchado en caliente, con zunchos también de fierro forjado. Luego los cilindros fueron hechos de acero, dejando el sistema anterior.
En un inicio, fabricaba cañones de ánima lisa y avancarga, pero luego inició la fabricación de cañones de ánima rayada y retrocarga, siendo uno de los primeros en hacerlo. El sistema de rayado o estrías de Armstrong era diferente al usado por otros fabricantes de la época.
El rayado que Armstrong ideó para los cañones de avancarga combinaba los sistemas de centrado y compresión, al que llamó "shunt"; este se caracterizaba por tener las estrías más anchas en la boca del cañón que en el interior del ánima, con dos canales en diferentes niveles: un canal delgado y de nivel superior y otro ancho y de nivel inferior. Esto permitía que el proyectil obtuviera un perfecto centrado en el momento de su salida.
Armstrong también adoptó los proyectiles enfriados diseñados por William Palliser, diseñados especialmente para perforar blindajes, pero hacia 1890 cayeron en desuso porque se aumentó considerablemente la velocidad inicial del proyectil, que era tomada en cuenta para lograr la perforación de blindajes, así como la energía cinética del proyectil en el momento del impacto.
Para la retrocarga o carga por la culata, Arsmtrong creó un sistema de cierre de tornillo. El buque blindado inglés Warrior de 1859 fue equipado con cañones Armstrong de retrocarga. En 1863 se creó el "Armstrong and Whitworth Committee", que presentó en 1865 un informe desfavorable al sistema de retrocarga de Armstrong. En la práctica, el cierre de culata presentaba muchos problemas, razón por la cual se abandonó y se continuó con el sistema de avancarga o carga por la boca. En la década de 1880 se adoptó definitivamente el sistema de retrocarga por los buques de la Royal Navy.

## Disputa con Blakely

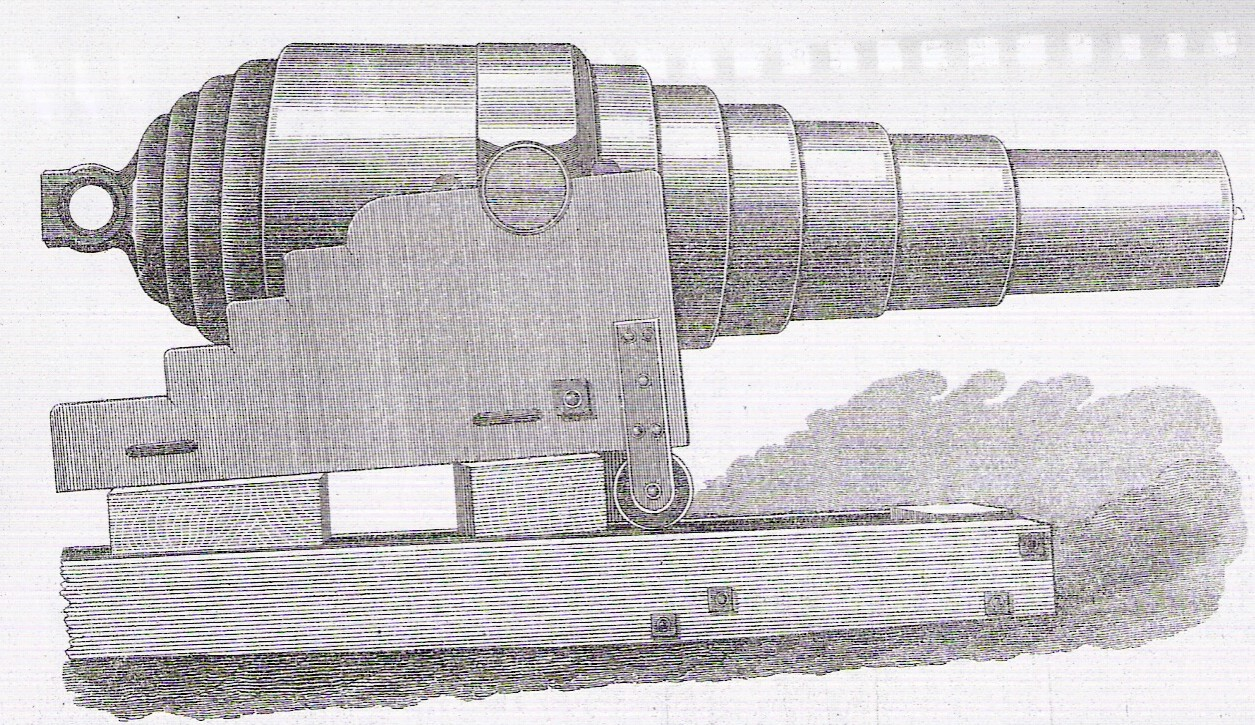
Cañón Armstrong de 600 lb. Se puede observar cómo el cañón se compone de cilindros que están uno sobre otro, unidos al interior mediante zunchos concéntricos

El procedimiento del reforzamiento de los cañones con zunchos concéntricos fue practicado y demostrado con éxito por primera vez por el capitán británico Teophilus Alexander Blakely. Sin embargo, una patente fue otorgada a William Armstrong y por un acta especial del Parlamento inglés, estas pasaron ser propiedad del gobierno británico.
Blakely denunció a Armstrong al evidenciar que este empleaba su procedimiento patentado en 1855 para la fabricación de cañones en Woolwich, donde W. Armstrong fue superintendente hasta 1863. Armstrong le solicitó a Blakely, en enero de 1857, utilizar su patente para fabricar cañones con fines de experimentación, ofreciéndole, en el caso de que su sistema le satisficiera, entrar en arreglos antes de usarlo comercialmente. Inicialmente, Armstrong se valió del material de sus cañones para no reconocer la patente de Blakely, que nunca consideró el hierro forjado como material para las ánimas de los cañones por su tendencia a mantener su dilatación, y a que no reconocía que Blakely usara el sistema de tensión inicial. Finalmente, Armstrong tuvo que usar el acero al demostrarse, con la práctica, que el hierro forjado era un material menos resistente.
Armstrong afirmaba que su sistema se diferenciaba de los demás por la forma particular de fabricar los zunchos y bocinas, la calidad del hierro forjado empleado, el especial sistema de rayado y por la superior perfección de máquinas y operarios empleados bajo su dirección.
Blakely falleció en 1868, lo que no le permitió reclamar nunca su patente, aunque su esposa lo intentó, cuando en Woolwich se comenzaron a construir cañones de acero con tensión inicial.

## Calibre de los cañones

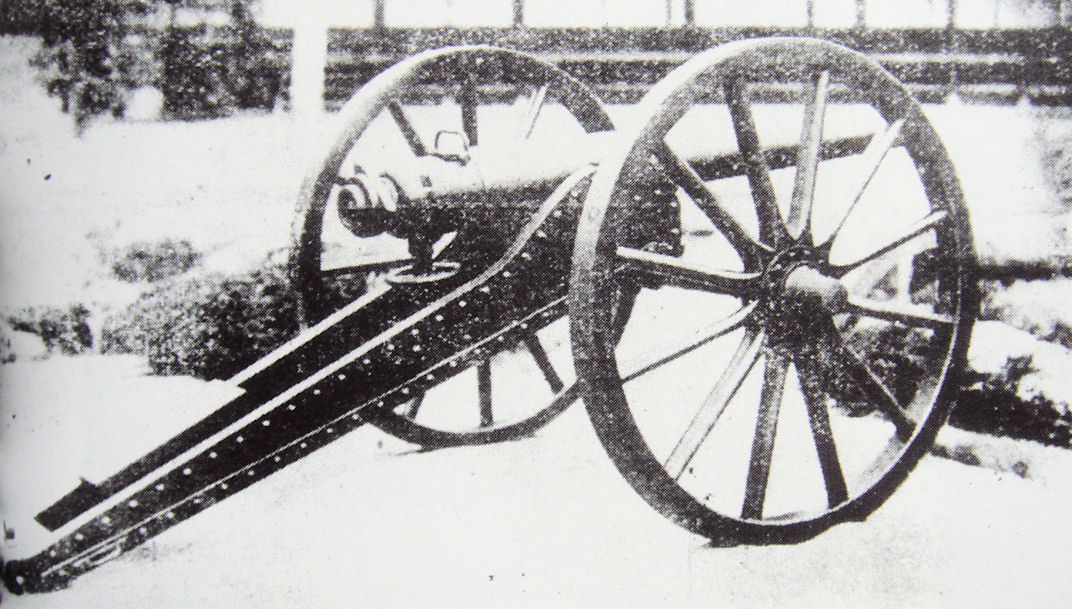
Cañón Armstrong utilizado por Japón durante la guerra Boshin (1868–69)

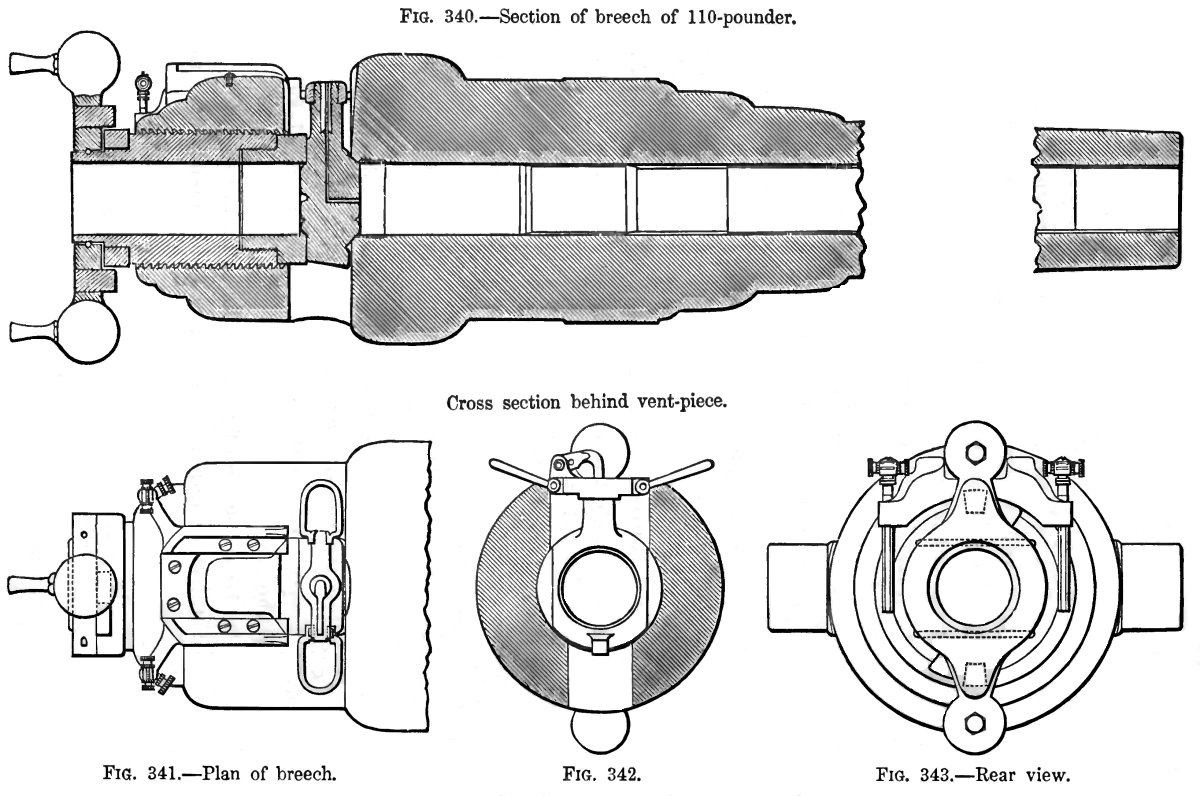
Sistema de cierre de tornillo de un Armstrong de 7"

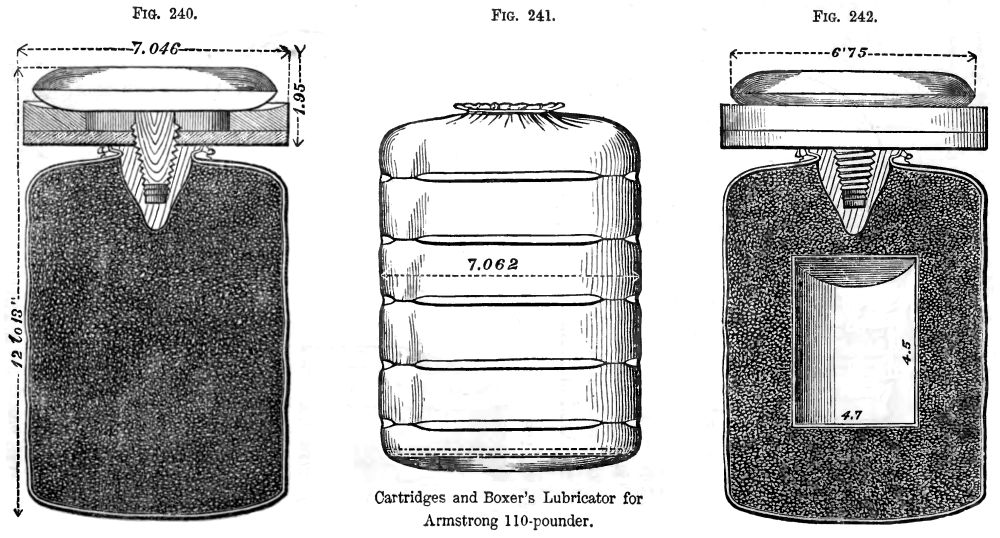
Carga de impulsión con lubricante

Al principio, el calibre de los cañones estaba definido por el peso del proyectil que disparaban, en libras, pero desde fines de la década de 1860, empezó también a definirse por el diámetro del ánima en la boca, medido en pulgadas, hasta que este sistema de calibre desplazó al anterior. A continuación, se presentan los tipos de cañones más utilizados:

### Cañones deavancarga
- 600 libras. Fueron las piezas de artillería más pesadas de su época y utilizados la primera vez por los confederados en la guerra de Secesión. Sus medidas eran: largo de la pieza, 183 pulgadas; largo del ánima, 145,25 pulgadas; diámetro del ánima, 13,3 pulgadas; rayado de 10 estrías; paso de la raya, 1 vuelta en 65 calibres, y peso de la pieza, 51.296 libras. Para disparar el proyectil se utilizaba una carga de 70 libras; la granada pesaba 601 libras, con carga explosiva de la granada común de 45 a 47 libras de pólvora y la carga explosiva de la granada enfriada o Palliser era de 24 libras.

En 1868 salió un nuevo cañón de 600 libras, también conocido como de 12 pulgadas, que era el calibre del ánima. Tenía un rayado de 9 estrías y con una carga de servicio de 85 libras de pólvora, su proyectil tenía una velocidad inicial de 1.380 ft/s y la pieza pesaba 25 toneladas, siendo el cañón naval más pesado de su tiempo. Fue estrenado en el blindado inglés Monarch. 
- 400 libras. También conocido como de 10 pulgadas, que era el calibre del ánima. Fue estrenado en el blindado inglés Hercules. Sus medidas eran: largo de la pieza, 15 pies; largo del ánima, 16 pies 11,75 pulgadas; peso de la pieza, 18 toneladas; rayado de 19 estrías; paso de la raya, 1 vuelta en 100 calibres. Para disparar el proyectil se utilizaba una carga de 130 libras de pólvora prismática; la granada pesaba 400 libras, con carga explosiva de la granada común de 20 libras 4 onzas y la carga explosiva de la granada enfriada era de 6 libras 4 onzas. Su proyectil tenía una velocidad inicial de 1.630 ft/s, energía total de 7.372 toneladas/pie superficial y 234,4 por pulgada de circunferencia de proyectil, pudiendo perforar blindaje de 14 pulgadas de hierro con respaldo a tiro muy cercano. Su alcance máximo era de 4.800 yardas.

- 300 libras. El primer tipo de este cañón era de 10,5 pulgadas de diámetro de ánima, 12,5 toneladas de peso y 10 estrías, siendo estrenado en el blindado inglés Royal Sovereign.

Luego salió un nuevo tipo cañón de a 300 libras, construido en a partir de 1864, siendo el blindado peruano Huáscar el primer buque de guerra en usarlo en 1865, comprado luego por varios países, como España e Italia. Sus medidas eran: largo de la pieza, 156 pulgadas; largo del ánima, 122 pulgadas; diámetro del ánima, 10 pulgadas; rayado de 8 estrías; paso de la raya, 1 vuelta en 60 calibres, y peso de la pieza, 26.880 libras. La granada pesaba 300,35 libras, con carga explosiva de 21,75 libras, la carga de servicio para el tiro era de 40 libras de pólvora y a 500 metros, podía perforar un blindaje de 7,854 pulgadas sin respaldo a tiro muy cercano. Su alcance máximo era de 4.300 yardas. Dejó de fabricarse cuando salió el cañón de 400 libras.
- 250 libras. También conocido como de 9 pulgadas, que era el calibre del ánima. Fue fabricado desde 1865 hasta 1874, comprado por países como España e Italia. Sus medidas eran: largo de la pieza, 12,25 pies; peso de la pieza, 12 toneladas y rayado de 9 estrías. La granada pesaba 250 libras, utilizaba una carga de 50 libras de pólvora para un tiro, que el daba una velocidad inicial de 1420 pies/s y energía total de 3496 toneladas/pie superficial, pudiendo perforar un blindaje de 11,3 pulgadas sin respaldo. Su alcance máximo era de 4.800 yardas. El primer buque que lo utilizó fue el blindado inglés Triumph.

- 150 libras. El primer cañón de a 150 libras era el de 300 libras pero sin rayado, de ánima lisa de 10,5 pulgadas de diámetro de ánima y disparaba balas esférica de acero de 168 libras y bala de hierro fundido de 152 libras. Luego salió un cañón de rayado de 9 pulgadas de diámetro de ánima, luego de 8,5 pulgadas y hacia 1865, de 8 pulgadas de calibre o diámetro de ánima. Este último pesaba 15.680 libras; largo de la pieza, 124,85 pulgadas y largo del ánima, 104,25 pulgadas

- 115 libras. También conocido como de 7 pulgadas, que era el calibre del ánima. La pieza pesaba 6,5 toneladas y su rayado era de 8 estrías. Disparaba proyectiles cuyo peso era desde 115 libras, con carga de servicio de 30 libras, velocidad inicial de 1525 ft/s y podía perforar blindajes de 7,5 pulgadas a distancia muy cercana.

- 80 libras. También conocido como de 70 libras o de 6 pulgadas, que era el calibre del ánima. Disparaba proyectiles cuyo peso era desde 70 hasta 82 libras, con una carga máxima explosiva de 5 libras 8 onzas y carga de servicio de 10 libras.

- 70 libras. Sus medidas eran: largo de la pieza, 126,5 pulgadas; largo del ánima, 103 pulgadas; diámetro del ánima, 6,4 pulgadas; rayado de 3 estrías y peso de la pieza, 9.016 libras.

- 40 libras. Sus medidas eran: largo de la pieza, 121 pulgadas; largo del ánima, 106,5 pulgadas; diámetro del ánima, 4,75 pulgadas; rayado de 3 estrías y peso de la pieza, 3.693 libras.

- 12 libras. Sus medidas eran: largo de la pieza, 76 pulgadas; largo del ánima, 67,75 pulgadas; diámetro del ánima, 3 pulgadas; rayado de 3 estrías y peso de la pieza, 996 libras.

- 7 libras. Pieza ligera de artillería para desembarcos, también conocido como de 4 quintales, que era el peso de la pieza. Sus características eran: largo de la pieza, 70,8 pulgadas; largo del ánima, 66,5 pulgadas; diámetro del ánima, 2,5 pulgadas; rayado de 16 estrías; paso de la raya, 1 vuelta en 80 calibres; peso de la granada común, 7 libras 6 onzas, con 14 onzas de carga explosiva; peso de la granada doble, 9 libras 8 onzas, con 10 onzas de carga explosiva y carga de servicio de 1,5 libras de pólvora de grano grande. Alcance máximo de 5.200 yardas con 1.440 ft/s de velocidad inicial.

- 17,7 pulgadas. También conocido como de 450 mm, que era el diámetro del ánima, fue la pieza de artillería más pesada de su tiempo, pesaba 100 toneladas y fue estrenado en el acorazado italiano Caio Duilio en 1880. Sus características eran: largo de la pieza, 32,65 pies; rayado de 27 estrías; peso del proyectil, 2.500 libras; velocidad inicial de 1.725 ft/s y energía total de 41.333 toneladas/pie superficial.

- 12 pulgadas. Sus características eran: largo de la pieza, 23,5 pies; peso de la pieza, 39 toneladas; rayado de 45 estrías; peso del proyectil, 700 libras; velocidad inicial de 1.615 ft/s y energía total de 12.565 toneladas/pie superficial.

- 11 pulgadas. Fue estrenado en el blindado británico Alexandra en 1876. Inicialmente, la pieza pesaba 26,5 toneladas, pero en 1879, fue estrenado un nuevo tipo de cañón de 11 pulgadas en las cañoneras chinas clase Epsilon, cuyas características eran: largo de la pieza, 23 calibres; peso de la pieza, 35 toneladas; peso del proyectil, 536 libras; carga de servicio, 235 libras de pólvora prismática; velocidad inicial de 1.820 ft/s y energía total de 12.341 toneladas/pie superficial, con alcance máximo de 8 mil yardas.

### Cañones deretrocarga
Arsmtrong fue el primero en diseñar cañones de retrocarga en el Reino Unido. Su primer sistema de cierre de la culata fue de tornillo, en el que se gira el mango del tornillo hasta abrir la culata, pues el tornillo es la prolongación del ánima. El sistema de retrocarga fue dejado de lado por la Royal Navy a pesar de que ofrecía una mayor rapidez de tiro. A finales de la década de 1870, Armstrong volvió a la construcción de cañones de retrocarga cuando mejoró el obturador, desarrollado por el coronel francés Charles R. de Bange, para evitar los escapes de gases y utilizó un cierre de tornillo partido con obturador, ambos de acero.
El "Comité especial de Artillería" en su informe en 1863 manifestó las desventajas del sistema de retrocarga Armstrong por su escape de gas. Pero en 1880, se adoptaron en la Royal Navy los cañones de retrocarga, debido al accidente que se produjo en el blindado Thunderer, en donde un cañón de avancarga voló porque se le pusieron inadvertidamente dos cargas.
Inicialmente, los cañones definían su calibre por el peso del proyectil. Los principales cañones de retrocarga fueron:
- 110 libras. Fue el primer cañón de retrocarga de Armstrong, utilizado en el blindado Warrior en 1859. Sus características eran: peso de la pieza, 9.184 libras; largo de la pieza, 120 pulgadas; número de estrías, 76; paso de la raya, una vuelta en 37 calibres; carga de servicio, 14 libras de pólvora; peso de la granada, 106 libras y la carga explosiva de la granada, 8 libras de pólvora.

- 20 libras. También llamado cañón de saludo, sus características eran: peso de la pieza, 1.792 libras; largo de la pieza, 96 pulgadas; número de estrías, 44; paso de la raya, una vuelta en 38 calibres; carga de servicio, 2,5 libras de pólvora; peso de la granada, 21,5 libras; la carga explosiva de la granada, 1 libra de pólvora y alcance máximo de 4 mil yardas. En la década de 1870 salió un nuevo cañón de 20 libras, cuyas características eran: peso de la pieza, 19 quintales; largo de la pieza, 6,65 pulgadas; número de estrías, 11; paso de la raya, una vuelta en 60 calibres; carga de servicio, 7,5 libras de pólvora peble; peso de la granada, 20 libras 2 onzas; la carga explosiva de la granada, 14 onzas de pólvora de grano grande y alcance máximo de 6 mil yardas.

A finales de la década de 1880, el calibre se empezó a definir por el diámetro del ánima. Hasta 1890, estuvieron en servicio los siguientes cañones:
| Calibre (pulgadas) | Peso (toneladas) | Granada común (libras) | N.º de estrías | Velocidad inicial (pie/s) | Penetración de blindaje (pulgadas) | Alcance máximo (yardas) |
| ------------------ | ---------------- | ---------------------- | -------------- | ------------------------- | ---------------------------------- | ----------------------- |
| 9                  | 18               | 250                    | 36             | 2.000                     | 16                                 | 7.000                   |
| 8                  | 11,5             | 180                    | 23             | 2.155                     | 18                                 | 7.700                   |
| 7                  | 7,5              | 120                    | 29             | 2.034                     | 13                                 | 7.000                   |
| 6                  | 4                | 83 1/12                | 28             | 2.100                     | 12                                 | 6.000                   |
| 4,724              | 1,6              | 40                     | 22             | 1.660                     | -                                  | 6.000                   |
| 3,5                | 0,9              | 20 1/6                 | 11             | 1.750                     | -                                  | 6.000                   |
| 3                  | 0,4              | 13                     | 10             | 1.600                     | -                                  | 6.000                   |